# Koppenpass
Der Koppenpass (oft auch nur Koppen genannt) ist ein Talpass im Salzkammergut an der oberösterreichisch-steirischen Grenze sowie zwischen Obertraun und Bad Aussee. Durch das von der Koppentraun zwischen Sarstein und Zinken gebildete Engtal im Dachsteingebirge führt die Salzkammergutbahn und eine Straßenverbindung.
Im Jahr 2011 wurde zwischen Bad Aussee und Obertraun ein Radweg entlang der Koppentraun errichtet.
Im Winter ist die Straße oft, manchmal auch die Bahnverbindung, wegen Lawinengefahr gesperrt.
Südlich des Koppenpasses in Obertraun kann die Koppenbrüllerhöhle besichtigt werden. Die Schauhöhle hat ihre Ursache in einer riesigen Karstquelle.

## Geschichte
Der Koppenpass hatte als natürliche Wegtrasse entlang der Traun vor allem im Altertum eine große Bedeutung. Dieser Passübergang war Teil einer wichtigen (Salz-)Handelsroute von Hallstatt in Richtung Ennstal. Dies bezeugen zahlreiche Metallfunde, vor allem aus der Spätbronze- bzw. Urnenfelderzeit (1350–800 v. Chr.) und der römischen Kaiserzeit (1.–5. Jahrhundert). Im Zuge archäologischer Ausgrabungen 2004–2007 konnte unter anderem ein mehrphasiger Siedlungsplatz mit Schwerpunkt auf der Mittel- zur Spätbronzezeit (14./13. Jahrhundert v. Chr.) und der römischen Kaiserzeit (2.–4. Jahrhundert) nachgewiesen werden.
Erst als 1877 die Salzkammergutbahn, eine Bahnstrecke zwischen Stainach-Irdning über Attnang-Puchheim nach Schärding, eröffnete, gewann der Koppenpass, neben dem Pötschenpass, als Verkehrsroute und Verbindung zwischen der Steiermark und Oberösterreich wieder an Relevanz.
Wegen enger, steiler Kurven wird der Koppenpass von Lkw eher gemieden. Teilstücke der steilen Westauffahrt, sind mit Stand 2023 noch mit Granitkleinpflaster gepflastert. Es gibt Bestrebungen seitens der Gemeinden das Pflaster durch Asphalt zu ersetzen, damit Schneepflüge besser arbeiten und weniger Straßenschäden anrichten.